# Felix Mann
Felix Mann (11. prosince 1905 v Knovízi u Kladna - 17. dubna 1942 v Berlíně-Plötzensee) byl za protektorátu zaměstnancem "dynamitky" - podniku Explosia Semtín u Pardubic. Zpravodajsko-sabotážní skupině Tři králové dodával (od léta roku 1939) třaskaviny a rozbušky. Během čistky (prováděné gestapem) v ilegální organizaci Obrana národa na jaře roku 1940 byl zatčen, vyslýchán, dva roky vězněn, nakonec německým soudem odsouzen k trestu smrti a popraven v Berlíně-Plötzensee.

## Životopis

### Studia a práce před rokem 1939
Felix Mann se narodil 11. prosince 1905 v Knovízi u Kladna. Po skončení vysokoškolských studií pracoval v technické knihovně podniku Explosia Semtín u Pardubic. Felix Mann žil severozápadně od Pardubic v Doubravicích nedaleko Semtína.

### Odbojová činnost

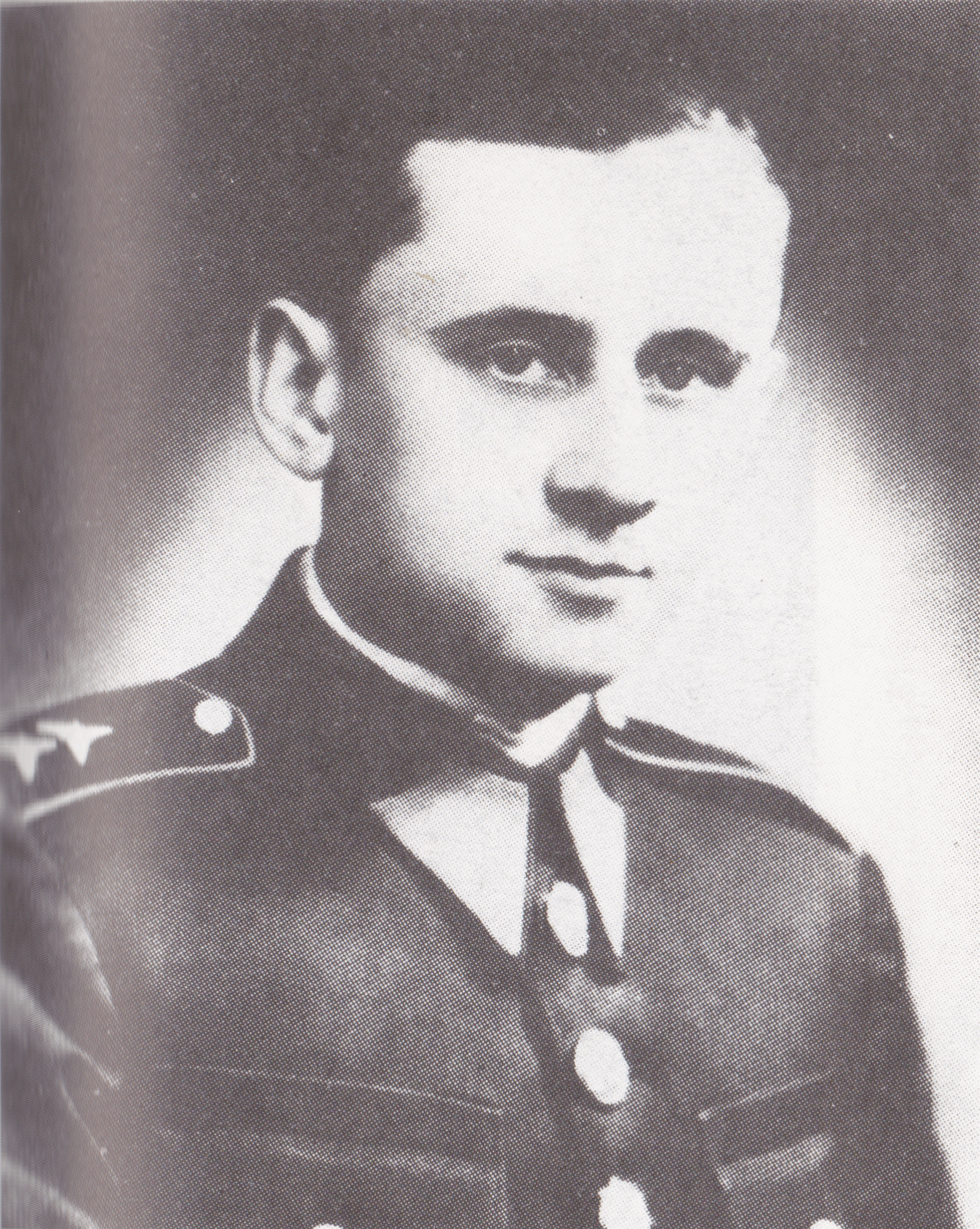
Poručík Miroslav Medal (* 1916 - † 1942)

Již v létě roku 1939 navázal PhDr. Felix Mann kontakty s pražskými odbojáři poručíkem (magistrátním úředníkem) Miroslavem Medalem a vinohradským automechanikem Emilem Zöldnerem. Ti byli napojeni na zpravodajsko-sabotážní skupinu Tři králové (podplukovník Josef Balabán, podplukovník Josef Mašín a štábní kapitán Václav Morávek), která působila v rámci ilegální organizace Obrana národa. Prakticky tedy od léta roku 1939 dodával PhDr. Felix Mann domácímu odboji materiál (výbušniny, dynamit, rozbušky) pro výrobu "cukroví", které bylo určeno pro "cukrářství" (příprava a realizace sabotážních akcí a diverzní činnost). Velká část těchto "dodávek", umožňujících výrobu bomb, byla určena pro Josefa Mašína a Josefa Balabána. PhDr. Felix Mann byl vedoucím odbojové buňky v semtínské Explosii. Kromě technické knihovny pracoval Mann také v tovární laboratoři. Ve speciálních látkových sáčcích, které si ovazoval kolem těla, vynášel z laboratoře třaskaviny. Tak se Mannovi podařilo (během několika měsíců) propašovat ven ze semtínské Explosie (lidově označované jako "dynamitka") celkově několik metrických centů třaskavin jakož i bedny s rozbuškami. Tento materiál byl (mimo objekt továrny) předáván Medalovi a následně přivážen do Prahy pomocí automobilů, které patřily (paradoxně) gestapu, pro které autoservis Emila Zöldnera vozy opravoval.

### Zatčení, výslechy, věznění, odsouzení, ...
PhDr. Felix Mann byl zatčen během čistky gestapa. v ilegální organizaci Obrana národa dne 10. května 1940. Současně s ním byli gestapem v květnu 1940 zatčeni i Miroslav Medal a Emil Zöldner. Během krutého mučení ani jeden z nich nic neprozradil. Nějaký čas byli vězněni v Berlíně. Dne 7. listopadu roku 1941 byl PhDr. Felix Mann odsouzen Lidovým soudním dvorem k trestu smrti za přípravu k velezradě, napomáhání nepříteli a neoprávněné držení výbušnin (v rámci procesu s odbojovou skupinou M. Bondyho). Velice podobná obvinění a rozsudky smrti si vyslechli i Miroslav Medal  a Emil Zöldner. Ve věznici Plötzensee byli Felix Mann (spolu s Miroslavem Medalem a Emilem Zöldnerem) popraveni stětím gilotinou dne 17. dubna 1942.

## Dovětek
Manželka Felixe Manna - Marie Mannová - se narodila 17. září 1910 v Pardubicích a strávila zde velkou část života. Její aktivity v protiněmeckém odboji byly spojeny s ilegální činností jejího manžela. Dne 17. září 1942 byl Marie Mannová (spolu s dalšími ženami z pardubického okresu) deportována do internačního tábora Svatobořice, kde byla vězněna. Po propuštění z tábora pracovala jako zemědělská dělnice u jednoho většího zemědělce v Doubravicích. Po skončení druhé světové války si našla práci v podniku Kávoviny Pardubice. V roce 1968 odešla do starobního důchodu. Zemřela v dubnu roku 2008.

## Pamětní deska
V Semtíně (místní část Doubravice) je umístěna pamětní deska s nápisem:
V UPOMÍNKU NA NAŠE OBČANY / UMUČENÉ NĚMECKÝMI FAŠISTY / ZA DRUHÉ SVĚTOVÉ VÁLKY // DVOŘÁK JAROSLAV *28.5.1907 V PRAZE, POPRAVEN 2.7.1942 V PARDUBICÍCH NA ZÁMEČKU / MANN FELIX *11.12.1905 V KNOVÍZI, POPRAVEN 17.4.1942 V BERLÍNĚ-PLÖTENSEE // ČEST JEJICH PAMÁTCE!